# Santa Maria da Feira, Travanca, Sanfins e Espargo
Santa Maria da Feira, Travanca, Sanfins e Espargo (llamada oficialmente União das Freguesias de Santa Maria da Feira, Travanca, Sanfins e Espargo) es una freguesia portuguesa del municipio de Santa Maria da Feira, distrito de Aveiro.

## Historia
Fue creada el 28 de enero de 2013 en aplicación de una resolución de la Asamblea de la República de Portugal promulgada el 16 de enero de 2013 con la unión de las freguesias de Espargo, Feira, Sanfins y Travanca, pasando su sede a estar situada en la antigua freguesia de Feira.

## Demografía
| Gráfica de evolución demográfica de Santa Maria da Feira, Travanca, Sanfins e Espargo entre 2011 y 2021 |
| |
| Datos según el nomenclátor publicado por el INE portugués.                                              |